# Glasgow Rangers
Die Glasgow Rangers (eigentlich Rangers Football Club, kurz Rangers F.C.) sind ein schottischer Fußballverein aus Glasgow. Mit 55 gewonnenen schottischen Meisterschaften hat der Verein gemeinsam mit Celtic Glasgow nach Linfield (56 Titel) die zweitmeisten gewonnenen Erstligameisterschaften im Männerfußball.
Eine Insolvenz im Jahr 2012 zwang die Rangers, 2012/13 unter neuer Betreibergesellschaft in der viertklassigen Scottish League Two anzutreten. Nach drei Aufstiegen in vier Saisons gelang 2016 die Rückkehr in die höchste schottische Liga, die Scottish Premiership, in der man seither wieder antritt. 2021 gelang erstmals seit 2011 wieder der Gewinn der Meisterschaft.
Die Heimspiele werden im reinen Sitzplatzstadion Ibrox Stadium im Südwesten Glasgows ausgetragen. Es bietet 50.817 Zuschauern Platz und wurde vom europäischen Fußballverband UEFA mit dem Prädikat „Stadionkategorie 4“ eingeordnet. Es war das erste schottische Stadion, das diese Auszeichnung erhielt. Später kam der Hampden Park, in dem die schottische Nationalmannschaft ihre Heimspiele austrägt, dazu.
Die Spieler und Anhänger der Rangers entstammen verschiedenen Nationalitäten und Religionen, obwohl der Klub traditionell von zumeist britisch-protestantischen Bürgerlichen in Schottland favorisiert wurde. Das als Old Firm bekannte Stadtderby mit dem traditionell irisch-katholischen Arbeiterverein Celtic gilt als eine der erbittertsten Vereinsfehden des Fußballs überhaupt.
Spitznamen des Vereins sind „The Gers“ (als Kurzform des Vereinsnamens „Rangers“) und „The Teddy Bears“, was sich als „Rhyming Slang“ auf „Gers“ gebildet hatte. Die Anhänger der Rangers bezeichnen sich gegenseitig auch als „Bluenoses“. Da im Vereinsnamen der Zusatz „Glasgow“ nicht vorhanden ist, wird von dem Klub in Großbritannien nur als „Rangers“ oder „Rangers F.C.“ gesprochen.

## Geschichte

### Geburtsstunde und die ersten Jahre (1873–1899)
Als die Brüder Peter und Moses McNeil sowie William McBeath und Peter Campbell im heimischen Park Glasgow Green in Flesher’s Haugh einer Gruppe junger Männer beim Fußballspielen zusahen, entschieden sich die jungen protestantischen Studenten zur Gründung einer eigenen Mannschaft. Die erste Partie dieses Teams fand unter dem Namen „Argyle“ im Mai 1872 in Flesher’s Haugh gegen den FC Callander statt und endete mit einem torlosen 0:0. Moses McNeil schlug während der offiziellen Gründung am 15. Juli 1873 den Namen „Rangers“ vor, da er diesen zuvor in einem Buch über den englischen Rugbysport entdeckt hatte. Das zweite Spiel hatte zuvor gegen ein Team mit dem Namen Clyde – nicht identisch mit dem heutigen FC Clyde – stattgefunden, das deutlich mit 11:0 besiegt werden konnte.
In der Folgezeit entwickelte der Klub festere Strukturen eines geregelten Fußballvereins und im Jahre 1876 wurde mit Moses McNeil erstmals ein Rangers-Akteur zu einem Spiel der schottischen Nationalmannschaft berufen, die gegen Wales antrat. Als in den 1870er-Jahren zunächst der bereits 1867 gegründete FC Queen’s Park eine dominierende Rolle spielte, fand das heute als „Old Firm“ bekannte Duell gegen Celtic Glasgow seine Geburtsstunde im Jahr 1888 – es endete als Freundschaftsspiel mit einem 5:2-Sieg für Celtic. Zwei Jahre später nahm die schottische Liga ihren Spielbetrieb auf und bereits in ihrer ersten Spielzeit verbuchten die Rangers einen Erfolg. Punktgleich mit dem FC Dumbarton belegte der Verein den ersten Platz und nach dem 2:2 in einem Entscheidungsspiel wurde der Titel zwischen den beiden Klubs geteilt.
Nachdem die Rangers in den Jahren 1877 und 1879 noch jeweils gegen den FC Vale of Leven im Endspiel des schottischen Pokals unterlegen gewesen waren, gewann die Mannschaft im Jahre 1894 erstmals den „Scottish Cup“ durch einen 3:1-Finalsieg gegen Celtic. Im Jahr 1887 hatte der Verein zuvor kurz vor dem Gewinn des englischen FA Cups gestanden, als erst im Halbfinale Aston Villa Endstation für die Rangers gewesen war.
Zum Ende des 19. Jahrhunderts gewannen die Rangers noch zwei schottische Pokalausgaben in den Jahren 1897 und 1898. Die Meisterschaft in der Saison 1898/99 wurde schließlich überlegen errungen, als die Rangers alle 18 Ligaspiele gewinnen konnten. Ebenfalls im Jahr 1899 wurde aus dem Verein eine Aktiengesellschaft, die William Wilton offiziell als ersten Mannschaftstrainer anstellte. Es formierte sich zudem der erste Vorstand mit dem ersten Vorsitzenden James Henderson, womit der Klub die Weichen zu einem der erfolgreichsten schottischen Vereine stellte.

### William Wilton/Bill Struth: Die ersten Trainer (1899–1954)

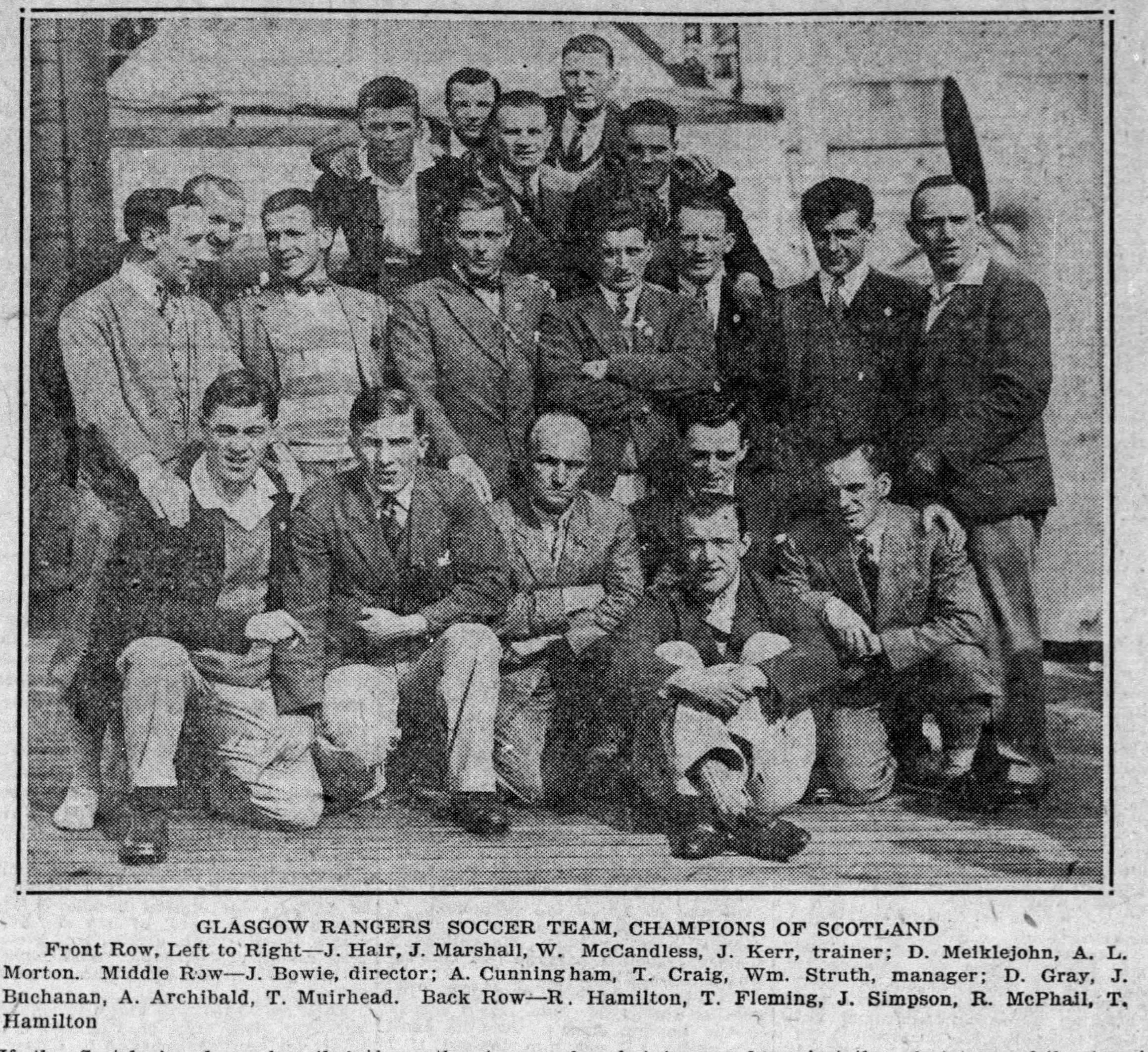
Das Team des schottischen Meisters 1928

Zu Beginn des frühen 20. Jahrhunderts konnten die Rangers die Erfolge bestätigen und gewannen zwischen 1900 und 1918 sieben schottische Meisterschaften. Der nicht erfolgreichen Titelverteidigung im Jahr 1919 folgte eine der besten Spielzeiten in der Vereinsgeschichte, als das Team in der Saison 1919/20 unter Trainer William Wilton und dessen seit 1914 beim Verein aktiven rechten Hand Bill Struth in 42 Ligaspielen 106 Tore erzielte. Während dieser Zeit wurden die Fundamente für ein schottisches Passspiel gelegt, das in taktischer Hinsicht eine deutliche Weiterentwicklung im schottischen Fußball offenbarte. Gemeinsam mit Celtic dominierten die Rangers nun das Geschehen in der heimischen Liga.
Als Wilton im Mai 1920 bei einem Bootsunfall zu Tode kam, beerbte ihn Struth als erst zweiter offizieller Trainer der Rangers. Struth sollte dieses Amt bis zum Jahre 1954 ausführen und dabei 18 Ligatitel, zehn Pokalwettsiege und zwei Ligapokalausgaben erringen. Unter seiner Ägide fiel auch in der Saison 1948/49 das erste Triple in der Geschichte des schottischen Fußballs aus allen drei heimischen Wettbewerben.

### Scot Symon: Erste europäische Teilnahmen (1954–1967)
Nach dem Gewinn zweier weiterer Doubles unter Bill Struth in den Jahren 1950 und 1953, wurde Scot Symon 1954 dritter Rangers-Trainer in der Geschichte des Vereins. Der Verein nahm unter Symon erstmals an einem europäischen Vereinswettbewerb teil und unterlag dort der französischen Mannschaft OGC Nizza. Mit 1:7 erlitten die Rangers 1957 zudem im Ligapokalfinale gegen Celtic die bis zum heutigen Tage höchste Niederlage. Drei Jahre später zog der Klub ins Halbfinale des Europapokals der Landesmeister ein und verlor dort gegen Eintracht Frankfurt nach Hin- und Rückspiel mit 4:12 Toren – dies bedeutet bis zum heutigen Tage Negativrekord für einen schottischen Fußballverein. Nur ein Jahr später zogen die Rangers ins Endspiel des Europapokals der Pokalsieger ein, um dort dem italienischen Verein AC Florenz in zwei Partien mit 1:4 zu unterliegen. Im gleichen Wettbewerb standen die Rangers sechs Jahre später erneut im Finale und verloren nun mit 0:1 nach Verlängerung gegen den FC Bayern München.
In der heimischen Liga hatten sich die Rangers spätestens ab den 1950er-Jahren neben dem regelmäßigen Weggang wichtiger Spieler in Richtung England auch der neu erstarkten Konkurrenz aus Edinburgh zu erwehren, konnten eine längere Durststrecke, wie sie der Rivale Celtic zu der Zeit durchlief, jedoch verhindern.

### David White: Ein kurzes Intermezzo (1967–1969)
Als erst vierter Trainer in der Rangers-Geschichte folgte schließlich 1967 David White, der aber nach nur zwei titellosen Jahren wieder aus seinem Amt entfernt wurde. Die Vorzeichen hatten sich nun im innerstädtischen Wettbewerb wieder deutlich zugunsten von Celtic verschoben, die just in dem Jahre mit dem europäischen Landesmeisterwettbewerb den größten Erfolg im britischen Fußball erringen konnte, als die Rangers sechs Tage später ihr Pokalfinale gegen den FC Bayern verloren. Bis 1974 sollten insgesamt neun schottische Meisterschaften in Serie an die „Bhoys“ gehen.

### Willie Waddell: Europapokalsieger (1969–1972)
Mit der Verpflichtung des ehemaligen Außenläufers Willie Waddell im Jahre 1969 als neuem sportlichen Leiter kehrte sukzessive der Erfolg zurück. Im Januar 1971 erfuhr der Klub jedoch bei einem Old-Firm-Spiel gegen Celtic eine Katastrophe im Ibrox Stadium, bei der 66 Personen auf der Osttribüne zu Tode kamen und über 200 weitere Anhänger Verletzungen erlitten. Etwas über ein Jahr später führte der als „Schleifer“ bekannte Waddell sein Team zum ersten – und bis heute einzigen – Sieg in einem europäischen Vereinswettbewerb, als das Finale im Europapokal der Pokalsieger gegen Dynamo Moskau im Camp Nou nach zwei Toren von Willie Johnston und einem weiteren Treffer von Colin Stein mit 3:2 gewonnen werden konnte. Dabei musste das Spiel nach einer Platzstürmung der Anhänger vorzeitig abgebrochen werden und die Rangers-Spieler erhielten die Trophäe erst in ihrer Umkleidekabine. Später erhielt der Verein aufgrund der Vorkommnisse während der Partie auf den Rängen und nach schweren Fan-Ausschreitungen im Umfeld des Spiels eine zweijährige Sperre für den gesamten Europapokal, die anschließend auf ein Jahr reduziert wurde – eine Titelverteidigung war daher für die Rangers nicht möglich. Waddell räumte nach dem Triumph seinen Trainerstuhl und bekleidete fortan im Verein das Amt eines Generalmanagers. Sein vormaliger Kotrainer Jock Wallace übernahm die sportliche Leitung.

### Jock Wallace: Rückkehr an die Spitze (1972–1978)
Unter der Regentschaft von Jock Wallace kamen die Rangers auch in den heimischen Wettbewerben wieder zu Erfolgen. In seiner ersten Saison, zugleich das hundertjährige Vereinsjubiläum, gewann er nach einem 3:2-Finalsieg gegen Celtic wieder den schottischen Pokal. Mit der Meisterschaft in der Spielzeit 1974/75 beendeten die Rangers die zuvor neunjährige Dominanz des Erzrivalen. Auch in der neuen „Premier Division“, die ab 1975 als neue oberste Spielklasse in Schottland fungierte und nur noch aus zehn Mannschaften bestand, wurden die Rangers auf Anhieb Meister und durch die beiden Pokalsiege in FA Cup und Ligapokal konnte ein weiteres Triple eingefahren werden. Einer titellosen Spielzeit 1976/77 folgte ein Jahr später das vierte Triple in der Vereinsgeschichte – bezogen auf die schottischen Wettbewerbe.
Mit dieser Rückkehr an die Spitze zur Mitte der 1970er-Jahre festigte der Verein wieder seinen Status als erfolgreichster schottischer Fußballverein. Überraschend verkündete Wallace jedoch im Jahre 1978 seinen Rücktritt und ließ seine genauen Beweggründe dafür im Unklaren. Mit John Greig übernahm ein ehemals erfolgreicher Rangers-Spieler und Mannschaftskapitän dieser Zeit das Traineramt.

### John Greig: Stagnation (1978–1983)
Greigs Amtszeit begann vielversprechend, als der Triple-Gewinner des Vorjahres auch im Europapokal der Landesmeister zu Beginn gute Ergebnisse erzielte. Nach einer 0:1-Hinspielniederlage gegen Juventus Turin drehte der schottische Meister mit einem 2:0-Sieg noch die Partie. In der nächsten Runde besiegten die Rangers die PSV Eindhoven und standen dann im Viertelfinale dem 1. FC Köln gegenüber. Große Verletzungsprobleme bei den Rangers waren dort mitverantwortlich dafür, dass der deutsche Meister mit insgesamt 2:1 nach beiden Spielen die Oberhand behielt. In der Folgezeit ließen die Leistungen auch in der heimischen Liga immer mehr nach und die Dominanz zur Mitte der 70er-Jahre fand ihr abruptes Ende. Greig scheiterte dabei vor allem damit, das Erfolgsteam von Wallace umzubauen. In den frühen 1980er-Jahren hatte die Rangers dabei nicht nur Probleme mit Celtic; auch der FC Aberdeen und Dundee United hatten sich zwischenzeitlich als ernsthafte Wettbewerber an der schottischen Spitze entwickelt und in Abgrenzung zu den beiden Teams aus Glasgow die sogenannte „New Firm“ begründet. Diese Dauerkrise der Rangers konnte lediglich durch sporadische Pokalerfolge unterbrochen werden und im Jahr 1981 war der Gewinn des schottischen Pokals und dabei die Leistung des Flügelspielers Davie Cooper eine der wenigen sportlichen Lichtblicke. Obwohl der Klub einige Achtungserfolge im Ligapokal feiern konnte, war 1983 nach fünf Jahren ohne Gewinn der schottischen Meisterschaft der stetig wachsende Druck auf die Vereinsführung zu groß und Greig reagierte darauf mit seinem Rücktritt.

### Jock Wallace: Die zweite Amtszeit (1983–1986)
Durch die erneute Verpflichtung von Jock Wallace versprach sich die Vereinsführung der Rangers auch eine Rückkehr vergangener Erfolge. Wallace, der in der Zwischenzeit vor allem in England Leicester City trainiert hatte, galt dabei zunächst nicht als erste Wahl. Mit Jim McLean und Alex Ferguson hatten jedoch die beiden New-Firm-Trainer den Avancen der Rangers ablehnend gegenübergestanden. Wallace konnte zu Beginn seiner zweiten Amtszeit in den Jahren 1983 und 1984 zwei Ligapokalausgaben in Serie gewinnen. Allerdings sorgte die weiter andauernde Dominanz des FC Aberdeen, die nur Dundee United und Celtic ernsthaft in Gefahr bringen konnte, dafür, dass Wallace nach einem fünften Platz in der Saison 1985/86 und insgesamt nicht erkennbarer Verbesserung gegenüber der Greig-Ära entlassen wurde.

### Graeme Souness: Die Revolution (1986–1991)
Mit Graeme Souness beschäftigten die Rangers im Jahre 1986 erstmals einen Spielertrainer. Der damals in den Vereinigten Staaten beheimatete Eigentümer Lawrence Marlborough hatte die Negativentwicklung in den 1980er-Jahren mit Sorge betrachtet und die Kontrolle im Vorstand nach jahrelangen Zwistigkeiten an sich gerissen. Die Verpflichtung von David Holmes als neuem Vereinsvorsitzenden galt dabei als richtungweisend, der wiederum maßgeblich hinter der Personalie Souness stand. Souness hatte zuvor im englischen Fußball große Erfolge beim FC Liverpool gefeiert und setzte in der Transferpolitik – unterstützt von Holmes – neue Maßstäbe. Mit der Hilfe einiger englischer Spitzenspieler, die auch in den anschließenden Jahren vermehrt zu den Rangers stießen, gewann Souness in seiner ersten Saison die schottische Meisterschaft und beendete damit eine neunjährige Durststrecke. Auch im Ligapokal siegten die Rangers gegen Celtic und beide Vereine kündigten in dieser Saison bereits an, dass die Old Firm in den kommenden zwei Jahrzehnten wieder die frühere Vormachtstellung zurückgewinnen sollte.
Nach der Ankunft des Stahlunternehmers David E. Murray als selbsternannter „Aufseher“ des Vereins setzten die Rangers ihre Wiederbelebung als schottischer Spitzenverein fort. Murray, der sich den Verein für sechs Millionen Pfund von Lawrence Marlborough gesichert hatte, gewann im Duett mit Souness im Jahre 1989 seinen ersten schottischen Ligatitel und begründete damit eine Serie von neun Spielzeiten als schottischer Meister.
Die Jahre unter Graeme Souness waren geprägt von Erfolgen, aber auch von Konflikten. Die Rangordnung als erfolgreichster schottischer Fußballverein konnte wiederhergestellt werden und der Verein spielte zu dieser Zeit die mutmaßlich wichtigste Rolle im britischen Fußball überhaupt. Da englische Fußballvereine seit 1985 aufgrund der Heysel-Katastrophe von europäischen Vereinswettbewerben ausgeschlossen waren, strebte eine Reihe englischer Nationalspieler – darunter Ray Wilkins, Terry Butcher und Chris Woods – zu den Rangers. Im Jahre 1989 verpflichteten die Rangers den Katholiken Mo Johnston, der vor seinem Gastspiel beim französischen FC Nantes ein erfolgreicher Celtic-Spieler gewesen war. Diese Personalie sorgte sowohl bei einigen Rangers- als auch bei den Celtic-Anhängern für großen Unmut. Während traditionell protestantische Rangers-Fans der Verpflichtung des Katholiken ablehnend gegenüberstanden, reagierte die Celtic-Anhängerschaft negativ darauf, dass der Plan zur Rückkehr von Johnston zu ihrem Verein in letzter Minute von den Rangers durchkreuzt worden war.
Trotz seines Erfolges bei den Rangers konnte sich Souness nie in der schottischen Fußballgemeinde etablieren. Mehrfach geriet er mit den Fußballfunktionären aneinander. Dabei wurde er bereits bei seinem Einstand von seiner Trainerbank verwiesen und musste mehrfach Sperren auf der Tribüne absitzen. Im Jahre 1991 verließ Souness die Rangers, um sich seinem alten Verein FC Liverpool anzuschließen. Zuvor hatte er mit einem Sieg im letzten Heimspiel gegen den FC Aberdeen eine weitere schottische Meisterschaft sichergestellt und bei den Rangers-Anhängern gemischte Gefühle hinterlassen. Während sich einige ob dieser Entscheidung enttäuscht zeigten, betrachten andere Anhänger seine Entscheidung als „Betrug am Verein“. Einigkeit bestand jedoch darin, dass die Souness-Ära für die in vielerlei Hinsicht dramatischsten Jahre in der Vereinsgeschichte stand.
Mit Walter Smith trat der ehemalige Kotrainer das schwere Erbe von Souness an und wurde fortan als neunter Rangers-Trainer an den Erfolgen des achten sportlichen Leiters gemessen.

### Walter Smith: „Nine in a row“ (1991–1998)
Nach dem Weggang von Souness gelang Smith im Jahr 1991 nach einem spannenden Sieg am letzten Spieltag gegen den Konkurrenten aus Aberdeen seine erste Meisterschaft mit den Rangers als Cheftrainer. Mit der Hilfe von David Murray, der die finanziellen Voraussetzungen schaffte, verpflichtete Smith weitere hochdekorierte Spieler und steuerte in der Saison 1992/93 auf eine der besten Spielzeiten in der Vereinsgeschichte zu. Nicht nur der erneute Gewinn des heimischen Triples wurde erreicht; darüber hinaus stand der Klub kurz vor dem Einzug ins Endspiel der erstmals ausgetragenen Champions League. Dabei hatten die Rangers vor der Gruppenphase in einem britischen Duell zunächst Leeds United ausgeschaltet. Obwohl der Klub auch in den anschließenden sechs Partien ungeschlagen blieb, sorgten vier Unentschieden dafür, dass am Ende nur der zweite Platz hinter dem späteren Titelträger Olympique Marseille herauskam – der später wiederum aufgrund nachgewiesener Bestechungsfälle in der französischen Liga für die Folgesaison in der Champions League gesperrt wurde.
Auch in der Spielzeit 1993/94 konnten die Rangers gleich zwei der drei heimischen Wettbewerbe gewinnen und verpassten ein erneutes Triple nur durch die Endspielniederlage im schottischen FA Cup gegen Dundee United. Mit Hilfe der hochkarätigen Neuverpflichtungen Brian Laudrup und Paul Gascoigne folgten zwei weitere Meisterschaften und mit dem Ligatitel in der Saison 1996/97 egalisierten die Rangers den Rekord von Celtic aus den späten 1960er- und frühen 1970er-Jahren mit neun Meisterschaften in Serie. Die Spielzeit 1997/98 war die letzte in der Amtszeit von Walter Smith, dem der zehnte Titel nicht gelang und der dann in die englische Premier League zum FC Everton wechselte. Daneben verließ auch eine Reihe von Spielern den Verein, darunter Brian Laudrup, Richard Gough und Ally McCoist. Der zuletzt genannte McCoist war an allen neun Meistertiteln maßgeblich beteiligt und hatte sich damit zu einem der beliebtesten Spieler in der Vereinsgeschichte („Super Ally“) entwickelt.

### Dick Advocaat: Der „kleine General“ (1998–2001)
Der als „kleine General“ bezeichnete Dick Advocaat folgte zu Beginn der Saison 1998/99 Walter Smith nach. Der ehemalige Trainer von PSV Eindhoven war damit der erst zehnte Cheftrainer der Rangers und der erste Nicht-Schotte. Mit dieser Personalie unterstrich David Murray seine Ambitionen, die Rangers in die europäische Elite vordringen zu lassen und eine entscheidendere Rolle in der finanziell immer lukrativer werdenden Champions League spielen zu können. Zu diesem Zweck gewährte Murray seinem neuen Trainer finanzielle Mittel, die zuvor noch keinem seiner Vorgänger zur Verfügung gestanden hatten und die den Klub – wie sich später aufgrund ausbleibenden Erfolgs herausstellen sollte – wirtschaftlich zurückwerfen sollten.
Mit einem bis dato beispiellosen Budget investierte Advocaat bereits in seiner ersten Saison über 36 Millionen Pfund in neue Spieler, wobei sich zwar die niederländischen Nationalspieler Arthur Numan und Giovanni van Bronckhorst auf Anhieb gut in die Mannschaft integrierten, aber andere Verpflichtungen – darunter beispielsweise die von Andrei Kantschelskis – die Erwartungen nicht erfüllten. In den heimischen Wettbewerben änderte dies zunächst nichts an der Vormachtstellung des Vereins und Advocaat gewann mit den Rangers alle drei schottische Titel in seiner ersten Saison. In Sachen Spielkultur schien die Mannschaft ebenfalls Fortschritte gemacht zu haben, die sich auch auf die europäische Ebene auszuwirken begannen – im UEFA-Pokal schalteten die Rangers dabei Bayer 04 Leverkusen aus, bevor sie dann im Achtelfinale dem AC Parma unterlegen waren. Gegen denselben Gegner setzte sich die Mannschaft in der Qualifikation zur Champions-League-Hauptrunde in der Saison 1999/2000 durch.
Vor Beginn seiner dritten Spielzeit hatte Advocaat bereits fünf von sechs möglichen schottischen Titeln gewonnen. Obwohl der Klub mittlerweile in der Champions-League-Gruppenphase agierte, ließen die Leistungen in der heimischen Meisterschaft schnell deutlich nach. Weitere teure Transfers folgten, darunter für die vereinsinterne Rekordablösesumme von zwölf Millionen Pfund der Norweger Tore André Flo und der niederländische Nationalspieler Ronald de Boer, die jedoch den Negativtrend nicht umkehren konnten. Innerhalb der Mannschaft vergrößerten sich die Unstimmigkeiten und die beginnenden finanziellen Schwierigkeiten verschlimmerten die sportliche Lage weiter. Nach einer titellosen Saison 2000/01 begann auch die anschließende Spielzeit 2001/02 unverändert und Celtic führte unter Martin O’Neill die Meisterschaftsrunde überlegen an. Advocaat trat schließlich als Trainer zurück und übernahm die Funktion eines Generalmanagers, die er jedoch auch nur noch elf Monate lang ausüben sollte. Neuer Cheftrainer wurde im Dezember 2001 Alex McLeish.
In der Retrospektive war Advocaats Amtszeit ambivalent. Seine führende Rolle bei dem Bau des 14 Millionen Pfund teuren Trainingskomplexes Murray Park in Auchenhowie wurde als richtungweisend für die professionelle Ausbildung eigener Spieler angesehen, die Maßstäben eines europäischen Spitzenvereins gerecht wurde. Die Personal- und Transferpolitik Advocaats war jedoch Angriffsfläche für weitgehende Kritik, zumal von ihm aufgrund der hohen finanziellen Mittel der Durchbruch in die europäische Elite verlangt wurde. Als der Klub in die wirtschaftliche Schieflage geriet, konnte die sportliche Trendwende nicht mehr realistisch durch weitere Spielerverpflichtungen bewerkstelligt werden. Die Aufgabe für den Nachfolger Alex McLeish zur Rückkehr an die Spitze des schottischen Fußballs erschien aufgrund dieser Voraussetzungen bereits ambitioniert.

### Alex McLeish: Rückkehr zur Bescheidenheit (2001–2005)
Die 4½-jährige Amtszeit von Alex McLeish im Ibrox Stadium war nach der kostspieligen Advocaat-Ära turbulent. Mit deutlich geringerem Budget im Vergleich zu dem seiner unmittelbaren Vorgänger wechselten sich Erfolge und Enttäuschungen regelmäßig ab und die Schuldenlage des Klubs erforderte häufig den Verkauf von Leistungsträgern innerhalb der Mannschaft.
Die Verpflichtung McLeishs im Dezember 2001 wurde zunächst in der Rangers-Anhängerschaft mit verhaltenem Optimismus aufgenommen und die wechselhaften Erfolge von McLeish bei dessen Vorgängervereinen Hibernian Edinburgh und dem FC Motherwell als Indiz für eine neue Bescheidenheit im Klub gewertet. Die Sorgen, im Vergleich zu der von Martin O’Neill erfolgreich verjüngten Celtic-Mannschaft nur bedingt konkurrenzfähig zu sein, fanden ein schnelles Ende, als die Mannschaft schon bald einen Teamgeist an den Tag legte, den sie in der Spätphase der Advocaat-Zeit lange hatte vermissen lassen. Nach guten Ergebnissen im schottischen Pokal stand man dort im Finale Celtic gegenüber und gewann – angeführt von Barry Ferguson – nach einem Siegtreffer von Peter Løvenkrands in der letzten Minute mit 3:2.
McLeishs erste vollständige Trainersaison 2002/03 bestätigte diesen Aufwärtstrend und mit dem Gewinn des Ligapokals nach einem 2:1-Endspielerfolg gegen Celtic im Endspiel leiteten die Rangers einen erneuten Triple-Gewinn ein. Als besonders dramatisch entwickelte sich der Gewinn der schottischen Meisterschaft, als die Rangers nach einem Sieg gegen Dunfermline Athletic am letzten Spieltag Celtic aufgrund der besseren Tordifferenz auf den zweiten Platz verwiesen. Dabei hatten die beiden Glasgower Erzrivalen noch bis kurz vor Spielende jeweils gleichauf nach Punkten und Tordifferenz gelegen, bis dann ein Elfmetertor von Mikel Arteta in der letzten Minute die Entscheidung für die Rangers besorgte. Ein etwas unspektakulärer 1:0-Sieg im Pokalfinale gegen den FC Dundee sicherte eine Woche später den erneuten Dreifacherfolg in Schottland. Dem gegenüber stand jedoch ein enttäuschendes Erstrundenaus im UEFA-Pokal gegen den tschechischen Außenseiter FK Viktoria Žižkov.
In der folgenden Spielzeit 2003/04 konnten die anfänglichen Erfolge nicht wiederholt werden. Der Klub befand sich weiterhin in einer prekären Finanzlage und Sparprogramme sollten dabei helfen, der angewachsenen Schulden Herr zu werden. Mit deutlich geringerem Finanzvolumen – im Vergleich zu nahezu der letzten beiden Jahrzehnte – ausgestattet, verkaufte der Verein eine Reihe von Leistungsträger. Darunter befanden sich Lorenzo Amoruso, der Flügelstürmer und schottische Nationalspieler Neil McCann, aber vor allem ging der Mannschaftskapitän Barry Ferguson von Bord, um sich den Blackburn Rovers anzuschließen. Als Ersatz dienten nun hauptsächlich Spieler, die nach der Bosman-Entscheidung ablösefrei zu den Rangers stießen, und nicht mehr Akteure, die hohen Ablösesummen kosteten. Dennoch zog der Verein erst einmal in die lukrative Gruppenphase der Champions League ein, als in der letzten Qualifikationsrunde kurz vor Spielende in Dänemark noch der entscheidende Treffer gegen den FC Kopenhagen gelang. Mittelfristig war aber vor allem der Verlust des Spielers Ferguson schlecht zu kompensieren und am Ende der Saison stand der Verein ohne Titelgewinn da. Dabei hatten sich vor allem die Neuverpflichtungen nicht als Verstärkungen herausgestellt, wie beispielsweise der brasilianische Mittelfeldspieler Emerson und der norwegische Stürmer Egil Østenstad, vor allem aber der für 600.000 Pfund zu den Rangers gekommene portugiesische Flügelspieler Nuno Capucho.
Auch bei den Transfers zur Saison 2004/05 entwickelte McLeish zunächst kein glückliches Händchen und der für eine Million Pfund verpflichtete serbische Mittelfeldspieler Dragan Mladenović sollte schließlich weniger als zehn Spiele für den Klub bestreiten. Hinter Celtic spielten die Rangers zunächst nur um den zweiten Platz und zudem war bereits die Qualifikationsphase in der Champions League Endstation. Es wurde bereits gemutmaßt, dass ein weiterer Misserfolg durch das Verpassen der UEFA-Pokal-Gruppenphase bereits zur Entlassung McLeishs führen könnte, die dann noch durch ein spätes Tor und ein Sieg im Elfmeterschießen gegen Marítimo Funchal abgewendet werden konnte. Dieser Erfolg in letzter Minute stellte einen Wendepunkt innerhalb dieser Spielzeit dar und nachträglich fügten sich die weiteren Sommer-Transfers besser in die Mannschaft ein, darunter Nacho Novo, die beiden ablösefreien Spieler Dado Pršo und Jean-Alain Boumsong sowie der Mittelfeldakteur Alex Rae. Vor allem Boumsong zeigte eine gute Entwicklung, die jedoch dazu führte, dass der Verein sich nach nur sechs Monaten im Januar 2005 zu einem Verkauf des Spielers an Newcastle United für acht Millionen Pfund entschloss – der ehemalige Rangers-Trainer Souness war zu dieser Zeit Trainer der „Magpies“. Sukzessive machten die Rangers Boden gut auf Celtic und die hohe Einnahme aus dem Boumsong-Transfer ermöglichte weitere Verstärkungen, darunter die von Thomas Buffel und die Rückkehr des ehemaligen Kapitäns Barry Ferguson. Mit einem 5:1-Sieg in Ligapokalfinale gegen den FC Motherwell konnte die erste Trophäe in der Saison eingefahren werden, aber trotz zweier Siege in Old-Firm-Duellen gegen Celtic – darunter mit 2:0 McLeishs erster Sieg im Celtic Park – und der zwischenzeitlichen Tabellenführung, lagen die Rangers nach einer Niederlage gegen Celtic im letzten Derby bei nur vier verbleibenden Spielen fünf Punkte hinter dem Erzrivalen. Als sich Celtic aber bereits in der Woche darauf eine 1:3-Heimniederlage gegen Hibernian Edinburgh leistete, trennten beide Vereine vor dem letzten Spieltag nur noch zwei Punkte. In einer erneut dramatischen Entscheidung sorgte der FC Motherwell für Hilfe, als ein 0:1-Rückstand im Fir Park noch in der Schlussphase in einen 2:1-Sieg gegen Celtic umdreht werden konnte. Da die Rangers zeitgleich bei den „Hibs“ mit 1:0 gewannen, musste ein Helikopter die bereits für Celtic bereitstehende Meistertrophäe in die Easter Road bringen, um rechtzeitig die Rangers zu ehren. Der als „Helicopter Sunday“ bezeichnete Entscheidungstag war somit die zweite schottische Meisterschaft in der Ära McLeish und der 51. Titel in der Geschichte des Vereins insgesamt.
Mit nur sechs Siegen in den ersten 17 Meisterschaftsspielen startete der Titelverteidiger schwach in die Saison 2005/06 und schied gegen Celtic im Ligapokal aus. Mit insgesamt zehn Spielen ohne Erfolg in Serie verzeichnete der Klub in der Zeit zwischen Oktober und Dezember gar den schlechtesten Lauf in seiner Geschichte. Dessen ungeachtet waren die Rangers der erste schottische Verein überhaupt, der die Gruppenphase der Champions League überstand und in die K.-o.-Phase einzog. Dennoch wurden die schwachen Darbietungen in der heimischen Meisterschaftsrunde kritisiert und David Murray schloss anlässlich einer Pressekonferenz die Demission McLeishs nach dem Ende der Europapokalspiele nicht aus. Im Dezember 2005 stärkte Murray seinem Trainer noch einmal den Rücken, betonte jedoch, dass die Ergebnisse in der schottischen Liga verbessert werden müssten. Es folgte eine deutliche Leistungssteigerung in der Mannschaft und vor allem mit der Hilfe des vom FC Kilmarnock verpflichteten Toptorjäger Kris Boyd kamen die Rangers zu einer Serie von zehn ungeschlagenen Partien. Diese Hochphase fand jedoch schnell ihr Ende, als die Champions-League-Spiele ihre Fortsetzung fanden. Mit einer 0:3-Heimniederlage gegen Hibernian Edinburgh verabschiedeten sich die Rangers aus dem schottischen FA Cup und der Unmut der Anhänger gegenüber McLeish und Murray wurde lauter, vor allem, als es nur vier Tage später eine weitere 0:2-Niederlage bei McLeishs altem Verein aus Aberdeen setzte. Damit ging die Ära McLeishs langsam ihrem Ende entgegen.
Während der McLeish-Jahre zeichneten sich die Teamleistungen vor allem durch Unbeständigkeit aus, was sich auch in den Misserfolgen und Erfolgen auf dem Transfermarkt widerspiegelte. Insgesamt sorgte er für eine positive Bilanz in Höhe von 13 Millionen Pfund und durch die Reduzierung des jährlichen Gehaltsbudgets auf 15 Millionen Pfund für eine Sanierung des Vereins. Auf der anderen Seite war er bei vielen seiner Verpflichtungen dem Vorwurf ausgesetzt, dass er unter Berücksichtigung des Auftretens neuer schottischer Talente eine Reihe von leistungsschwachen Spielern unter Vertrag genommen und dabei die schottischen Spieler und auch die Förderung eigener Nachwuchsspieler vernachlässigt hatte. Sympathisanten von McLeish stellten jedoch heraus, dass sich Novo, Andrews und Murray durchaus positiv innerhalb des schottischen Fußballs bei den Rangers entwickelt hatten und mit Chris Burke, Alan Hutton, Ross McCormack und Steven Smith auch Jungspieler aus dem eigenen Bereich emporgestiegen waren. Insgesamt gewann McLeish in vier Jahren bei den Rangers sieben Titel in Schottland und übertraf dabei sogar seinen Gegenspieler Martin O’Neill, der in der gleichen Zeit eine Trophäe weniger hatte erringen können.

### Paul Le Guen: Große Pläne und schnelles Ende (2006–2007)
Am 9. Februar 2006 – zwei Tage vor einem Old-Firm-Duell gegen Celtic – verkündete David Murray auf dem Gipfel der Unruhen unter den Anhängern, dass Alex McLeish zum Ende der Saison 2006/07 das Traineramt bei den Rangers aufgeben werde. Als Nachfolger wurde am 11. März 2006 Paul Le Guen vom französischen Serienmeister Olympique Lyon angekündigt mit dem Versprechen, nun eine ergiebige Ära zu starten und „große Pläne“ zu schmieden. Dazu kündigte Murray an, gemeinsam mit Sponsorengeldern des Sportartikeleinzelhändlers JJB Sports den Mannschaftskader massiv zu stärken.
Der für die Entdeckung und Förderung junger Talente bekannte Le Guen investierte sofort in größerem Maße auf dem Transfermarkt und verpflichtete den südafrikanischen U-19-Spieler Dean Furman vom FC Chelsea sowie die Talente William Stanger und Antoine Ponroy von Stade Rennes. Dazu kamen Libor Sionko und Karl Svensson, während er gleichzeitig eine Reihe von Spielern zum Verkauf oder Verleih freigab.
Die Spielzeit 2006/07 begann mit vielen Enttäuschungen und einer Reihe von Niederlagen und Remis gegen schwächer eingeschätzte Kontrahenten. Nach einem frühen Aus im Ligapokal gegen den FC St. Johnstone spielten die Rangers mit großem Abstand auf den Tabellenführer Celtic lediglich gegen Heart of Midlothian und den FC Aberdeen um den zweiten Platz. Die Leistungen stabilisierten sich mittelfristig durch Siege gegen die Hearts, Aberdeen und die Hibs etwas, aber es waren vor allem die Darbietungen im UEFA-Pokal, die für eine Rehabilitation sorgten. Nach einem Sieg in Hin- und Rückspiel mit insgesamt 2:0 Toren in der Qualifikation zur Gruppenphase gegen den Molde FK gelang den Rangers als erstem schottischen Verein in diesem neu strukturierten Pokalwettbewerb nach Siegen gegen den AS Livorno, Maccabi Haifa und Partizan Belgrad sowie einem Remis gegen den AJ Auxerre der weitere Einzug in die Runde der letzten 32 Mannschaften.
Während der gesamten Zeit waren jedoch die Anzeichen von fehlender Harmonie im Kader offen zu Tage getreten und Cliquenbildungen hatten mit schottischen Spielern einerseits und ausländischen Akteuren andererseits für eine Spaltung gesorgt, die schließlich in einer offiziellen Kritik von Barry Ferguson an dem Führungsstil von Le Guen gipfelte. Der Streit eskalierte weiter, als sich Ferguson negativ über einer Stellungnahme Le Guens äußerte, in der dieser die Rolle eines Mannschaftskapitäns in Schottland als zu hoch im Vergleich zu der in Frankreich bezeichnete. Le Guen entzog Ferguson daraufhin am 1. Januar 2007 das Kapitänsamt und kurz nach Protesten einiger Rangers-Fans im Anschluss an eine Partie beim FC Motherwell wurde am 4. Januar 2007 der Abschied von Le Guen im „gegenseitigen Einverständnis“ mit der Vereinsleitung bekannt gegeben.

### Walter Smith: Die Rückkehr des Erfolgstrainers (2007–2011)
Nach dem Weggang von Paul Le Guen wurde nur sechs Tage später die Rückkehr des ehemaligen Trainers Walter Smith verkündet, dem fortan der ehemalige Spieler Ally McCoist als Assistent zur Seite gestellt wurde. Dabei hatte der schottische Fußballverband bestätigt, dass das zwischenzeitlich für die schottische Nationalmannschaft aktive Trainerduo für den Job bei den Rangers zur Verfügung stünde.
Die Saison 2006/07 endete ohne Titelgewinn, aber der Einfluss von Smith wirkte sich auf Anhieb positiv aus, da die Mannschaft bis zum Ende der Spielzeit nur noch zwei Niederlagen in der Liga hinnehmen musste. Mit insgesamt zehn neuen Spielern gelang ihm mit neu formierter Mannschaft die Qualifikation für die Gruppenphase der Champions League 2007/08, nachdem in den Ausscheidungsspielen zuvor der FK Zeta und Roter Stern Belgrad ausgeschaltet werden konnten. In der Gruppe E, wo die Rangers dem FC Barcelona, Olympique Lyon und dem VfB Stuttgart gegenüberstanden, belegte der Verein schließlich den dritten Platz und wechselte somit in die dritte Runde des UEFA-Pokals. Nachdem die Rangers Panathinaikos Athen, Werder Bremen, Sporting Lissabon und den AC Florenz ausschalten konnten, trafen sie im Finale am 14. Mai 2008 in Manchester/England auf den russischen Meister Zenit St. Petersburg, in dem sie das Spiel mit 0:2 verloren.
Nachdem Stadtrivale „Celtic“ in den Spielzeiten 2005/06 bis 2007/08 drei Meistertitel in Folge gewinnen konnte, gelang es den „Rangers“ sich in der Saison 2008/2009 zum 52. Mal zum schottischen Meister zu krönen. Ein souveräner 3:0-Sieg am letzten Spieltag der Saison gegen Dundee United manifestierte die 52. Meisterschaft der Smith-Truppe.
Zu Beginn der Saison 2009/10 mussten die Rangers ihren Kader aus Kostengründen verkleinern. Es wurden, außer der Ausleihe von Jérôme Rothen, keinen neuen Spieler verpflichtet. Nachdem die Mannschaft die Vorrunde der Champions League nur mit 2 Punkten abgeschlossen hatte, konnte trotzdem ein Gewinn von £13 Millionen erwirtschaftet werden. Die Rangers gewannen in dieser Saison den Scottish League Cup. Kenny Miller erzielte das Siegtor im Pokalfinale gegen den FC St. Mirren. Am 15. Mai 2011 sicherte sich die Mannschaft aus Glasgow ihren 54. Meistertitel, den vorerst letzten für zehn Jahre.

### Insolvenz und Abstufung in die vierte Liga (2011–2012)
Nach dem Meistertitel 2011 verabschiedete sich Walter Smith von der aktiven Bühne, und es übernahm Co-Trainer Ally McCoist. Von vielen wurde er umjubelt, da er versprach, auch international offensiver zu agieren. Dies wurde von den Fans gut aufgenommen, weil Walter Smith eher das 4-5-1-System bei europäischen Spielen vorzog.
McCoists Start war allerdings nicht gerade gelungen. Nach der üblichen Deutschlandtour im Sommer 2011, bei der man alle drei Spiele verlor (0:1 gegen Sportfreunde Lotte, 0:3 gegen den VfL Bochum und ein 0:2 gegen Bayer 04 Leverkusen), wurde auch erst das vierte Pflichtspiel gewonnen, mit 2:0 beim FC St. Johnstone. Zuvor hatte man in der Liga nur 1:1 gegen die Heart of Midlothian gespielt, und man war überraschend in der dritten Qualifikationsrunde der Champions League am schwedischen Verein Malmö FF gescheitert. In den Europa-League-Playoffs scheiterte man an NK Maribor aus Slowenien.
Wegen wirtschaftlicher Schwierigkeiten – insbesondere eines Rechtsstreits mit dem britischen Fiskus – beantragte der Club am 13. Februar 2012 vor dem zuständigen Gericht in Edinburgh die Eröffnung des Insolvenzverfahrens. Grund dafür waren ausstehende Steuerzahlungen (Mehrwertsteuer und Lohnsteuer) in Höhe von 9 Mio. Pfund. Die von der Betreibergesellschaft des Vereins (The Rangers Football Club plc) respektive dem damaligen Besitzer Craig Whyte beauftragten Insolvenzverwalter Duff and Phelps begannen daraufhin ein Insolvenzverfahren. Die Gläubiger konnten sich nicht auf eine annehmbare Lösung einigen und daher wurde nach Übertragung aller Rechte und des Besitzes des Clubs die 1899 gegründete Betreiberfirma „Rangers Football Club plc“ vom Verein gelöst; diese wird im Anschluss an das Insolvenzverfahren zu gegebenem Zeitpunkt aufgelöst. Unter dem Investorenkonsortium von Charles Green, an das im Rahmen des Insolvenzverfahrens die Rechte und Anteile der Clubs übertragen wurden, bemühte sich der Verein, zur Saison 2012/13 für die neue Betreibergesellschaft – zunächst unter dem Namen „Sevco Scotland Limited“ firmierend, dann als „The Rangers Football Club Limited“ eingetragen – eine Lizenz im schottischen Profispielbetrieb zu erlangen. Wie die Vereinsführung als auch die Insolvenzverwalter klargestellt hatten, war der Verein an sich und seine Geschichte nicht vom Wechsel der Betreibergesellschaft betroffen, auch wenn die Medien nicht immer klar zwischen Verein und (insolventer) Betreibergesellschaft trennten. Nachdem die Clubs der Scottish Premier League Anfang Juli 2012 für einen Ausschluss der Rangers aus dieser Liga gestimmt hatten, entschied die Scottish Football League am 13. Juli nach einer mehrstündigen Sitzung, die Rangers gemäß ihren Statuten in die Scottish Football League Third Division einzugliedern und damit in die vierthöchste schottische Liga aufzunehmen. Somit spielten die Rangers in der Saison 2012/13 in der 4. Liga.

### Durchmarsch in die zweite Liga (2012–2014)
Dort absolvierten die Rangers ihr erstes Saisonheimspiel gegen den FC East Stirlingshire vor der Weltrekordkulisse von 49.118 Zuschauern für ein Spiel einer vierten Fußballliga. Diesen Rekord verbesserten sie im Glasgower Derby gegen den FC Queen’s Park am 20. Oktober 2012 auf 49.463 und ein weiteres Mal im Dezember desselben Jahres gegen Stirling Albion, als 49.913 Zuschauer das Spiel besuchten. Die Mannschaft stieg mit dem Gewinn der Meisterschaft direkt in die neu gegründete Scottish League One, die dritthöchste Klasse, auf.
Am 12. März 2014 sicherte sich die Mannschaft mit einem 3:0-Sieg gegen Airdrieonians FC auch dort den Titel und spielte in der Saison 2014/15 in der zweithöchsten schottischen Spielklasse, der Scottish Championship.

### Zweite Liga (2014–2016)
Im darauffolgenden Jahr erreichten die Rangers den dritten Platz und qualifizierten sich somit für die Relegationsspiele um einen Platz für die folgende Scottish-Premiership-Saison. Nach zwei Siegen gegen Queen of the South und Hibernian Edinburgh mussten sich die Rangers in der dritten und letzten Runde gegen den FC Motherwell nach Hin- und Rückspiel mit 1:6 geschlagen geben und verpassten somit den Aufstieg. Dieser gelang in der folgenden Saison 2015/16.

#### Zwei Interimstrainer
Anhaltende Differenzen mit der damaligen Vereinsführung führten dazu, dass McCoist im Dezember 2014 seinen Rücktritt einreichte und wenig später vom damaligen Co-Trainer Kenny McDowell ersetzt wurde. Dieser leitete die Geschicke der Mannschaft, bis im März 2015 der ehemalige Mittelfeldspieler Stuart McCall bis zum Ende der Saison von der Investorengruppe um Dave King und Paul Murray als Interimstrainer engagiert wurde. In den Jahren 1991 bis 1998 hatte er zuvor mit den Rangers 6 Meistertitel, 3 schottische FA-Pokale und 2 Ligapokale gewonnen, war 2007 in die „Hall of Fame“ des Vereins aufgenommen worden. Vor seiner Verpflichtung arbeitete er zunächst als Assistenztrainer bei Sheffield United, danach als Cheftrainer bei Bradford City und schließlich dem FC Motherwell, den er drei Jahre in Folge bis in die europäischen Wettbewerbe führte. Nebenbei fungierte er unter Gordon Strachan als Assistenztrainer der schottischen Nationalmannschaft. McCall berief einen weiteren ehemaligen Rangers-Spieler zu seinem Assistenten, Kenny Black. Zusammen konnten sie die Mannschaft bis in die letzte Runde der Play-offs zur Premiership führen, unterlagen jedoch in beiden Spielen der Finalrunde.
Die Verträge mit den beiden Trainern wurden nicht verlängert und Stuart McCall kehrte im Sommer 2016 wieder zu seinem ersten Profiverein Bradford City als Trainer zurück.

### Rückkehr in erste Liga und Europa League (2016–2023)
Die ersten beiden Spielzeiten nach dem Wiederaufstieg 2016/17 und 2017/18 schlossen die Rangers auf dem dritten Rang ab. Die beiden folgenden Runden 2018/19 und 2019/20 wurde man je Vizemeister. International erreichten sie 2019/20 und 2020/21 das Achtelfinale der Europa League und schieden gegen Bayer 04 Leverkusen bzw. Slavia Prag aus.
Zu Beginn der Saison 2020/21 überboten die Rangers einen 114 Jahre alten Rekord des Lokalrivalen Celtic aus dem Jahr 1906. Damals blieb die Mannschaft der Kleeblätter zu Beginn der Saison sechs Spiele ohne Gegentor. Mit einem 4:0-Sieg über Dundee United halten die Rangers mit nun sieben gegentorlosen Spielen den laufenden Startrekord. Die Saison 2020/21 konnten die Rangers als schottischer Meister beenden – erstmals seit 2011. Daher konnte sie an der 3. Qualifikationsrunde zur Champions League teilnehmen, unterlagen jedoch in beiden Spielen Malmö FF und traten folgend in der Europa League an. Dort erspielten sie sich den Finaleinzug – nachdem unter anderem in der Zwischenrunde Borussia Dortmund und im Halbfinale RB Leipzig rausgeworfen wurden – und unterlagen im Estadio Ramón Sánchez Pizjuán in Sevilla nach Elfmeterschießen gegen Eintracht Frankfurt mit 4:5. Die Premiership schlossen sie 2021/22 als Zweiter hinter Celtic ab. In der Champions-League-Qualifikation 2022/23 gelang es, Union Saint-Gilloise und PSV Eindhoven auszuschalten und sich so erstmalig seit der Insolvenz für die Gruppenphase der Champions League zu qualifizieren. Dort schieden die Rangers nach sechs Niederlagen auf dem letzten Platz aus.

### Mehrheitsbeteiligung der 49ers Enterprises Global Football Group LCC
Ende Mai 2025 wurde bekanntgegeben, dass ein Investoren-Konsortium unter der Leitung von Andrew Cavenagh und Jed York (49ers Enterprises Global Football Group) 51 % der Anteile am Club übernimmt.

## Anhängerschaft des Vereins und Rivalitäten
Die mit Abstand intensivste Rivalität pflegen die Rangers mit dem Stadtrivalen Celtic. Diese Derbykonstellation ist als „Old Firm“ bekannt. Die Anhänger der Rangers entstammen zumeist protestantischen Unionistenfamilien, und die Mannschaft tritt in der Regel in Anlehnung an die Farben des Union Jacks in blauen Trikots, weißen Hosen und rot-schwarzen Stutzen an.
Der Ursprung dieser über die sportlichen Grenzen hinausgehenden Konkurrenz mit Celtic liegt in einer großen Einwanderungswelle, die sich zum Ende des 19. Jahrhunderts aus Irland in Richtung des wirtschaftlich prosperierenden Glasgow entwickelte. Schnell grenzten sich sowohl die Rangers als auch das 1888 gegründete Celtic, der Verein der katholischen Iren, innerhalb ihrer Communitys weitgehend ab, wobei sich bei den Rangers sogar ein „ungeschriebenes Gesetz“ festigte, das katholische Spieler in den eigenen Reihen größtenteils verhinderte. Die Gründe für diese Abschottung waren neben der religiösen Komponente vor allem darin zu suchen, dass große Teile der britisch geprägten Oberschicht Glasgows die „Celts“ und deren Bekenntnis zu ihrer irischen Herkunft als Provokation empfanden. Die Abneigung hatte aber auch wirtschaftliche Gründe, da sich viele der zur Mittelschicht zählenden „Einheimischen“ durch den massiven Zuzug der Einwanderer zunehmend von Arbeitslosigkeit und sozialem Abstieg bedroht fühlten. Erst Graeme Souness stellte sich rund 100 Jahre später offen dagegen und beendete mit der Verpflichtung des ehemaligen Celtic-Spielers Mo Johnston die als Diskriminierung verstandene Personalpolitik, keinen Spieler aus den Reihen der Katholiken zu verpflichten. Obwohl bereits zuvor eine geringe Anzahl von Katholiken für die Rangers gespielt hatte, war Johnston die erste Verpflichtung eines sich offen als Katholik bekennenden Spielers seit dem Ersten Weltkrieg.
In der jüngsten Vergangenheit haben sowohl die Rangers als auch Celtic gemeinsam mit religiösen Organisationen sowie der schottischen Regierung Initiativen gegen religiös motivierte Gewalt unternommen, vor allem durch die Unterstützung der 1995 ins Leben gerufenen Benefizorganisation Nil by Mouth. An der Seite der Kirchen, des schottischen Parlaments, Schulen und Gemeindeorganisationen haben beide Klubs Anstrengungen unternommen, religiös motivierte Schmähgesänge und das Verbrennen gegnerischer Flaggen zu unterbinden sowie durch eine größere Überwachungsdichte „Problemfans“ zu entdecken und auszuschließen.
Im Nachgang einer Untersuchung rügte die UEFA am 12. April 2006 die Rangers für das Verhalten ihrer Fans in beiden Partien gegen den FC Villarreal in der Champions League und verurteilte den Klub zu einer Geldstrafe. Zuvor hatten Rangers-Anhänger im Rückspiel in Spanien am 7. März 2006 den Bus der gegnerischen Mannschaft angegriffen und dabei eine Scheibe eingeworfen. Vom Vorwurf der „diskriminierenden Fangesänge“ wurde der Verein hingegen freigesprochen. Gegen diese Entscheidung ging die UEFA in Berufung und wurde dabei schließlich von ihrer Revisionsbehörde in Teilen bestätigt, was auch eine Warnung an die Adresse der Rangers hinsichtlich künftigen Fehlverhaltens beinhaltete. Am 9. Juni 2006 kündigte die Rangers-Vereinsführung gemeinsam mit Repräsentanten einiger Fanklubs ein gemeinsames Vorgehen bei der Umsetzung der UEFA-Auflagen an, die ein spürbares Vorgehen gegen religiös motiviertes Verhalten der eigenen Anhänger sowie eine Kontrolle der Aktivitäten durch regelmäßige statistische Erhebungen verlangten. Vor jedem Spiel sollten von nun an mit einer offiziellen Durchsage Schmähgesänge sowie jegliche Form der Darbietung des diskriminierenden Liedes „Billy Boys“ explizit verboten werden.
Nach weiteren Unruhen im Umfeld der Achtelfinalbegegnung der Rangers im März 2007 gegen den CA Osasuna kündigte die UEFA neue Untersuchungen gegen den Verein an. Die Fanvereinigung der Rangers verwies dabei darauf, dass sich dieses Missverhalten nur auf eine kleine Gruppe beschränkte, bei der es keine Rolle spielte, wie oft man ihr es sage [die verunglimpfenden Gesänge einzustellen], da sie einfach nicht zuhörten. Im September 2007 lobte die UEFA schließlich die von den Rangers eingeleiteten Maßnahmen gegen den Fanatismus in den eigenen Reihen. Beim Champions-League-Auswärtsspiel in Barcelona sowie beim UEFA-Pokalfinale in Manchester kam jedoch es zu erneuten Ausschreitungen.
Es existieren Fanfreundschaften mit dem Hamburger SV, dem FC Chelsea und dem FC Linfield. Diese Vereine sind zusammen mit den Rangers aufgrund der identischen Vereinsfarben in Fankreisen auch als die „Blues Brothers“ bekannt. Seit 2021 besteht zwischen dem Hamburger SV und den Rangers auch eine offizielle Kooperation. Zudem gab es in der Vergangenheit auch eine gewisse Annäherung zum FC Liverpool, nachdem Fans beider Vereine 2010 in einer gemeinsamen Aktion der Fußballkatastrophen von Ibrox und Hillsborough, bei denen zahlreiche Fans der Rangers bzw. der Reds ums Leben gekommen waren, gedachten. Außerdem war mit Steven Gerrard eine der größten Liverpooler Vereinslegenden von 2018 bis 2021 Cheftrainer der Glasgow Rangers.

## Aktueller Kader Saison 2025/26
Stand: 18. August 2025
| Nr. |                | Position | Name              |
| --- | -------------- | -------- | ----------------- |
| 1   | England        | TW       | Jack Butland      |
| 2   | England        | AB       | James Tavernier   |
| 3   | England        | AB       | Max Aarons        |
| 5   | Schottland     | AB       | John Souttar      |
| 6   | England        | MF       | Joe Rothwell      |
| 7   | Kolumbien      | ST       | Óscar Cortés      |
| 8   | Schottland     | MF       | Connor Barron     |
| 9   | Nigeria        | ST       | Cyriel Dessers    |
| 10  | Elfenbeinküste | MF       | Mohammed Diomande |
| 11  | Norwegen       | MF       | Thelo Aasgaard    |
| 14  | Albanien       | MF       | Nedim Bajrami     |
| 15  | Ecuador        | MF       | José Cifuentes    |
| 16  | Schottland     | MF       | Lyall Cameron     |
| 17  | Wales          | MF       | Rabbi Matondo     |
| 18  | Finnland       | ST       | Oliver Antman     |
| 19  | Frankreich     | AB       | Clinton Nsiala    |
| 20  | England        | MF       | Kieran Dowell     |
| 21  | England        | AB       | Dujon Sterling    |

| Nr. |              | Position | Name               |
| --- | ------------ | -------- | ------------------ |
| 22  | Brasilien    | AB       | Jefté              |
| 23  | Frankreich   | ST       | Djeidi Gassama     |
| 24  | Burkina Faso | AB       | Nasser Djiga       |
| 26  | England      | AB       | Ben Davies         |
| 29  | Marokko      | ST       | Hamza Igamane      |
| 30  | England      | AB       | Jayden Meghoma     |
| 31  | Schottland   | TW       | Liam Kelly         |
| 32  | Schottland   | TW       | Kieran Wright      |
| 33  | Turkei       | AB       | Rıdvan Yılmaz      |
| 37  | England      | AB       | Emmanuel Fernandez |
| 38  | Schottland   | AB       | Leon King          |
| 43  | Belgien      | MF       | Nicolas Raskin     |
| 47  | England      | ST       | Mikey Moore        |
| 48  | England      | MF       | Paul Nsio          |
| 49  | Schottland   | MF       | Bailey Rice        |
| 52  | Schottland   | MF       | Findlay Curtis     |
| 99  | Brasilien    | ST       | Danilo             |

### Verliehene Spieler
| Nr. |            | Position | Name            |
| --- | ---------- | -------- | --------------- |
| 45  | Nordirland | MF       | Ross McCausland |

| Nr. |            | Position | Name       |
| --- | ---------- | -------- | ---------- |
| 54  | Nordirland | TW       | Mason Munn |

## Rekorde

### Verein
Höchste Zuschauerzahl (alle Spiele)
143.570 Zuschauer, 27. März 1948, gegen Hibernian Edinburgh
Höchste Zuschauerzahl (Ligaspiele)
118.567 Zuschauer, 2. Januar 1939, gegen Celtic
Höchste Zuschauerzahl (Scottish Football League Second Division)
49.463 Zuschauer, 8. Dezember 2012, gegen Stirling Albion: bis heute bestehender Zuschauerweltrekord einer dritten Liga
Höchste Zuschauerzahl (Scottish Football League Third Division)
49.118 Zuschauer, 18. August 2012, gegen den FC East Stirlingshire: bis heute bestehender Zuschauerweltrekord einer vierten Liga
Höchste Siege
14:2 gegen Whitehill, Scottish FA Cup, 29. September 1883
14:2 gegen Blairgowrie, Scottish FA Cup, 20. Januar 1934
13:0 gegen Possilpark, Scottish FA Cup, 6. Oktober 1877
13:0 gegen Uddingston, Scottish FA Cup, 10. November 1877
13:0 gegen Kelvinside Athletic, Scottish FA Cup, 28. September 1889
Höchste Siege in der Liga
10:0 gegen FC Hibernian, 24. Dezember 1898
10:2 gegen Raith Rovers, 16. Dezember 1967
Höchste Niederlage (alle Spiele)
1:7 gegen Celtic, Scottish League Cup, 19. Oktober 1957
Höchste Niederlage (Ligaspiele)
0:6 gegen den FC Dumbarton, 4. Mai 1892

### Spieler
Die meisten Spiele (alle Wettbewerbe)
 John Greig – 755 (1960–1978)
 Dougie Gray hat 940 Spiele zwischen 1925 und 1947 gespielt, aber 385 von ihnen waren während des Zweiten Weltkriegs und werden daher nicht offiziell gewertet.
Die meisten Spiele in der Liga
 Sandy Archibald – 513 (1917–1934)
Rekordtorschütze (alle Wettbewerbe)
 Ally McCoist – 355 (1983–1998)
 Jimmy Smith erzielte 381 Tore zwischen 1929 und 1946, aber 102 von ihnen waren während des Zweiten Weltkriegs und werden daher nicht offiziell gewertet.
Bester Torschütze in der Liga
 Ally McCoist – 251 (1983–1998)
Die meisten Spiele in europäischen Wettbewerben
 Barry Ferguson – 82 (1998–2003 und 2004–2009)
Höchste Ablösesumme erhalten für
 Alan Hutton - £ 9 Millionen (2008, Tottenham Hotspur)
Höchste Ablösesumme bezahlt für
 Tore André Flo - £ 12,5 Millionen (2001, Chelsea)

### Top 10 nach Einsätzen und Toren
(Stand: 18. Dezember 2010; berücksichtigt sind alle Pflichtspiele)
| Einsätze                               | Einsätze         | Einsätze            | Einsätze |
| -------------------------------------- | ---------------- | ------------------- | -------- |
| 1                                      | John Greig       | 1961–1978           | 755      |
| 2                                      | Sandy Jardine    | 1964–1982           | 674      |
| 3                                      | Ally McCoist     | 1983–1998           | 581      |
| 4                                      | Sandy Archibald  | 1917–1934           | 580      |
| 5                                      | Davie Meiklejohn | 1919–1936           | 563      |
| 6                                      | Dougie Gray      | 1925–1947           | 555      |
| 7                                      | Derek Johnstone  | 1970–1982 1985–1986 | 473      |
| 8                                      | Davie Cooper     | 1977–1989           | 540      |
| 9                                      | Peter McCloy     | 1970–1986           | 535      |
| 10                                     | Ian McColl       | 1945–1960           | 526      |
| * = noch für die Glasgow Rangers aktiv |                  |                     |          |

| Tore                                   | Tore            | Tore                | Tore |
| -------------------------------------- | --------------- | ------------------- | ---- |
| 1                                      | Ally McCoist    | 1983–1998           | 355  |
| 2                                      | Bob McPhail     | 1927–1940           | 261  |
| 3                                      | Jimmy Smith     | 1930–1946           | 249  |
| 4                                      | Jimmy Fleming   | 1925–1934           | 223  |
| 5                                      | Derek Johnstone | 1970–1982 1985–1986 | 210  |
| 6                                      | Ralph Brand     | 1954–1965           | 206  |
| 7                                      | Willie Reid     | 1909–1920           | 195  |
| 8                                      | Willie Thornton | 1936–1954           | 194  |
| 9                                      | Robert Hamilton | 1897–1908           | 184  |
| 10                                     | Andy Cunningham | 1914–1929           | 182  |
| * = noch für die Glasgow Rangers aktiv |                 |                     |      |

### Trainer
| Name                     | Nationalität | Periode   | Liga | Pokal | Liga-Pokal | UEFA | Gesamt |
| ------------------------ | ------------ | --------- | ---- | ----- | ---------- | ---- | ------ |
| William Wilton           | Schottland   | 1899–1920 | 8    | 1     | —          | —    | 9      |
| Bill Struth              | Schottland   | 1920–1954 | 18   | 10    | 2          | —    | 30     |
| Scot Symon               | Schottland   | 1954–1967 | 6    | 5     | 4          | —    | 15     |
| David White              | Schottland   | 1967–1969 | 0    | 0     | 0          | 0    | 0      |
| Willie Waddell           | Schottland   | 1969–1972 | 0    | 0     | 1          | 1    | 2      |
| Jock Wallace             | Schottland   | 1972–1978 | 3    | 3     | 2          | 0    | 8      |
| John Greig               | Schottland   | 1978–1983 | 0    | 2     | 2          | 0    | 4      |
| Jock Wallace             | Schottland   | 1983–1986 | 0    | 0     | 2          | 0    | 2      |
| Graeme Souness           | Schottland   | 1986–1991 | 3    | 0     | 4          | 0    | 7      |
| Walter Smith             | Schottland   | 1991–1998 | 7    | 3     | 3          | 0    | 13     |
| Dick Advocaat            | Niederlande  | 1998–2001 | 2    | 2     | 1          | 0    | 5      |
| Alex McLeish             | Schottland   | 2001–2006 | 2    | 2     | 3          | 0    | 7      |
| Paul Le Guen             | Frankreich   | 2006–2007 | 0    | 0     | 0          | 0    | 0      |
| Walter Smith             | Schottland   | 2007–2011 | 3    | 2     | 3          | 0    | 8      |
| Ally McCoist             | Schottland   | 2011–2014 | 2    | 0     | 0          | 0    | 2      |
| Mark Warburton           | England      | 2015–2017 | 1    | 0     | 0          | 0    | 1      |
| Pedro Caixinha           | Portugal     | 2017      | 0    | 0     | 0          | 0    | 0      |
| Graeme Murty             | Schottland   | 2017–2018 | 0    | 0     | 0          | 0    | 0      |
| Steven Gerrard           | England      | 2018–2021 | 1    | 0     | 0          | 0    | 1      |
| Giovanni van Bronckhorst | Niederlande  | 2021–2022 | 0    | 1     | 0          | 0    | 1      |
| Michael Beale            | England      | 2022–2023 | 0    | 0     | 0          | 0    | 0      |
| Philippe Clement         | Belgien      | 2023–2025 | 0    | 0     | 1          | 0    | 1      |
| Russell Martin           | Schottland   | 2025–     | 0    | 0     | 0          | 0    | 0      |

Interimistisch als Trainer aktiv waren Willie Thornton (zwei Spiele 1969), Tommy McLean (vier Spiele 1983), Alex Totten (ein Spiel 1986), Walter Smith (zwei Spiele 1986), Ian Durrant (ein Spiel 2007), Kenny McDowall (10 Spiele 2014–2015), Stuart McCall (17 Spiele 2015), Graeme Murty (sechs Spiele 2017), Jimmy Nicholl (drei Spiele 2018), Steven Davis (zwei Spiele 2023) und Barry Ferguson (fünfzehn Spiele 2025).

### Klubkapitäne
| Name             | Periode                           |
| ---------------- | --------------------------------- |
| Tom Vallance     | 1876–1882                         |
| David Mitchell   | 1882–1894                         |
| John McPherson   | 1894–1898                         |
| Robert Hamilton  | 1898–1906                         |
| Robert Campbell  | (Vier Jahre dazwischen 1906–1916) |
| Tommy Cairns     | 1916–1926                         |
| Bert Manderson   | 1926–1927                         |
| Tommy Muirhead   | 1927–1930                         |
| David Meiklejohn | 1930–1938                         |
| Jimmy Simpson    | 1938–1940                         |
| Jock Shaw        | 1940–1957                         |
| George Young     | 1953–1957                         |
| Ian McColl       | 1957–1960                         |
| Eric Caldow      | 1960–1962                         |
| Bobby Shearer    | 1962–1965                         |
| John Greig       | 1965–1978                         |
| Derek Johnstone  | 1978–1983                         |
| John McClelland  | 1983–1984                         |

| Name             | Periode   |
| ---------------- | --------- |
| Craig Paterson   | 1984–1986 |
| Terry Butcher    | 1986–1990 |
| Richard Gough    | 1990–1997 |
| Richard Gough    | 1997–1998 |
| Brian Laudrup    | 1997      |
| Lorenzo Amoruso  | 1998–2000 |
| Barry Ferguson   | 2000–2003 |
| Barry Ferguson   | 2005–2007 |
| Barry Ferguson   | 2007–2009 |
| Craig Moore      | 2003–2004 |
| Stefan Klos      | 2004–2005 |
| Gavin Rae        | 2007      |
| David Weir       | 2009–2012 |
| Steven Davis     | 2012      |
| Carlos Bocanegra | 2012      |
| Lee McCulloch    | 2012–2015 |
| Lee Wallace      | 2015–2018 |
| James Tavernier  | 2018–     |

### Die besten elf der Geschichte des Clubs (1999)
- Andy Goram
- John Greig – Zum besten Ranger gewählt
- Terry Butcher
- Richard Gough
- Sandy Jardine
- Davie Cooper
- Jim Baxter – Zum drittbesten Ranger gewählt
- Paul Gascoigne
- Brian Laudrup – Zum besten ausländischen Ranger gewählt
- Mark Hateley
- Ally McCoist – Zum zweitbesten Ranger gewählt

### Ruhmeshalle des schottischen Fußballs
Bis 2019 wurden 33 Spieler, die in ihrer Karriere bei Rangers waren, aufgenommen in die Scottish Football Hall of Fame
- John Greig – als Erstes Aufgenommen 2004
- Graeme Souness – als Erstes aufgenommen 2004
- Sir Alex Ferguson – als Erstes aufgenommen 2004
- Jim Baxter – als Erstes aufgenommen 2004
- Willie Woodburn – als Erstes aufgenommen 2004
- Alex McLeish – aufgenommen 2005
- Willie Waddell – aufgenommen 2005
- George Young – aufgenommen 2005
- Alan Morton – aufgenommen 2005
- Davie Cooper – aufgenommen 2006
- Brian Laudrup – aufgenommen 2006
- Sandy Jardine – aufgenommen 2006
- Willie Henderson – aufgenommen 2006
- Richard Gough – aufgenommen 2006
- Walter Smith – aufgenommen 2007
- Ally McCoist – aufgenommen 2007
- Eric Caldow – aufgenommen 2007
- Derek Johnstone – aufgenommen 2008
- Bill Struth – aufgenommen 2008
- David Meiklejohn – aufgenommen 2009
- Mo Johnston – aufgenommen 2009
- Andy Goram – aufgenommen 2010
- Robert Smyth McColl – aufgenommen 2011
- Terry Butcher – aufgenommen 2011
- Bob McPhail – aufgenommen 2012
- Scot Symon – aufgenommen 2013
- Davie Wilson – aufgenommen 2014
- Bobby Brown – aufgenommen 2015
- Jock Wallace – aufgenommen 2016
- Archie Knox – aufgenommen 2018
- Ian McMillan – aufgenommen 2018
- Tommy McLean – aufgenommen 2019
- Colin Stein – aufgenommen 2019

### Scottish Football Roll of Honour
Spieler, die für die schottische Fußballnationalmannschaft 50 oder mehr Länderspiele bestritten haben, werden hier aufgenommen. Folgende zehn Spieler bestritten Länderspiele, während sie für Rangers spielten:
- David Weir – aufgenommen 2006, 69 Länderspiele
- Kenny Miller – aufgenommen 2010, 69 Länderspiele
- Christian Dailly – aufgenommen 2003, 67 Länderspiele
- Richard Gough – aufgenommen 1990, 61 Länderspiele
- Ally McCoist – aufgenommen 1996, 61 Länderspiele
- George Young – aufgenommen 1956, 54 Länderspiele
- Graeme Souness – aufgenommen 1985, 54 Länderspiele
- Colin Hendry – aufgenommen 2001, 51 Länderspiele
- Steven Naismith – aufgenommen 2019, 51 Länderspiele
- Alan Hutton – aufgenommen 2016, 50 Länderspiele

## Sportliche Erfolge
- Europapokal der Pokalsieger: 1
  - 1972
- Finalist Europapokal der Pokalsieger: 2
  - 1961, 1967
- Finalist UEFA-Pokal/Europa League: 2
  - 2008, 2022
- Finalist UEFA Super Cup: 1
  - 1972
- Schottische Meisterschaft: 55 (Rekord, gemeinsam mit Celtic Glasgow)
  - 1891 (zusammen mit dem FC Dumbarton), 1899, 1900, 1901, 1902, 1911, 1912, 1913, 1918, 1920, 1921, 1923, 1924, 1925, 1927, 1928, 1929, 1930, 1931, 1933, 1934, 1935, 1937, 1939, 1947, 1949, 1950, 1953, 1956, 1957, 1959, 1961, 1963, 1964, 1975, 1976, 1978, 1987, 1989, 1990, 1991, 1992, 1993, 1994, 1995, 1996, 1997, 1999, 2000, 2003, 2005, 2009, 2010, 2011, 2021
  - 35× Vizemeister
- Scottish FA Cup: 34
  - 1894, 1897, 1898, 1903, 1928, 1930, 1932, 1934, 1935, 1936, 1948, 1949, 1950, 1953, 1960, 1962, 1963, 1964, 1966, 1973, 1976, 1978, 1979, 1981, 1992, 1993, 1996, 1999, 2000, 2002, 2003, 2008, 2009, 2022
  - 19× Finalist
- Scottish League Cup: 28 (Rekord)
  - 1947, 1949, 1961, 1962, 1964, 1965, 1971, 1976, 1978, 1979, 1982, 1984, 1985, 1987, 1988, 1989, 1991, 1993, 1994, 1997, 1999, 2002, 2003, 2005, 2008, 2010, 2011, 2024
  - 10× Finalist
- Glasgow Cup: 44 (Rekord)
  - 1893, 1894, 1897, 1898, 1900, 1901, 1902, 1911, 1912, 1913, 1914, 1918, 1919, 1922, 1923, 1924, 1925, 1930, 1932, 1933, 1934, 1936, 1937, 1938, 1940, 1942, 1943, 1944, 1945, 1948, 1950, 1954, 1957, 1958, 1960, 1969, 1971, 1975, 1976, 1979, 1983, 1985, 1986, 1987
  - 18× Finalist
- Glasgow International Exhibition Cup: 1
  - 1901
- Scottish War Emergency Cup: 1
  - 1940
- Drybrough Cup: 1
  - 1979

### Unterklassige Ligen
- Scottish Championship: 1
  - 2016
- Scottish League One: 1
  - 2014
- Scottish Football League Third Division: 1
  - 2013
- Scottish League Challenge Cup: 1
  - 2016